# البهائية في تركمانستان
تبدأ قصة الديانة البهائية في تركمانستان قبل التوسّع الروسي في المنطقة، حينما كانت تحت نفوذ إيران. وبحلول عام 1887، شكّلت مجموعة من لاجئي البهائية الهاربين من عنف ديني في فارس مركزًا دينيًا في عشق آباد. وبعد فترة وجيزة – بحلول عام 1894 – أصبحت تركمانستان جزءًا من روسيا. وبينما كانت الديانة البهائية تنتشر في أرجاء روسيا، وتستقطب اهتمام العلماء والفنانين، شيّد المجتمع البهائي في عشق آباد أول مشرق الأذكار، وانتخب أحد أوائل التجميعات الروحية البهائية، وكان مركزًا للعلم والدراسة.
خلال الحقبة السوفيتية، أدّى الاضطهاد الديني إلى اختفاء المجتمع البهائي تقريبًا – ومع ذلك، فإن البهائيين الذين انتقلوا إلى المنطقة في خمسينيات القرن العشرين تمكنوا من التعرف على أفراد ما زالوا يعتنقون الديانة. وبعد تفكك الاتحاد السوفيتي في أواخر عام 1991، بدأت المجتمعات البهائية وهيئاتها الإدارية بالانتشار في دول الاتحاد السوفيتي السابق؛ ففي عام 1994، انتخبت تركمانستان تجمّعها الروحي الوطني الخاص بها. ولكن القوانين التي سُنّت عام 1995 في تركمانستان اشترطت وجود 500 تابع ديني بالغ في كل منطقة محلية لتسجيل أي مجتمع ديني، وهو ما لم تستطع أي جماعة بهائية تحقيقه. وحتى عام 2007، لم تكن الديانة قد وصلت بعد إلى العدد المطلوب للتسجيل، وتعرض بعض الأفراد لمداهمات في منازلهم بسبب الأدب البهائي.

## التاريخ في المنطقة

### مجتمع عشق آباد

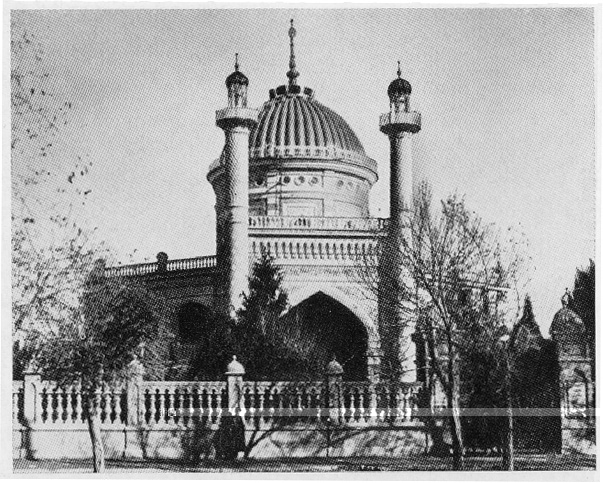
أول مشرق أذكار بهائي بُني في عشق آباد.

تأسست الجماعة البهائية في عشق آباد حوالي عام 1884، غالبًا من لاجئين دينيين من بلاد فارس. وكان من أبرز أعضاء الجماعة ميرزا أبو الفضل گلپايگاني، أحد رسل بهاء الله، الذي عاش في عشق آباد متقطعًا بين عامي 1889 و1894. وبعد فترة قصيرة من استقراره هناك، وقعت جريمة اغتيال بحق أحد البهائيين هناك، وهو حاجي محمد رضا الإصفهاني، وقد ساعد گلپايگاني الجماعة البهائية في التعامل مع هذا الحدث، كما مثّل البهائيين لاحقًا في محاكمة الجناة. وقد ساهم هذا الحدث في ترسيخ استقلالية الدين البهائي عن الإسلام في نظر الحكومة الروسية وسكان عشق آباد.
وبفضل الحماية والحرية التي وفّرتها السلطات الروسية، ارتفع عدد البهائيين في المجتمع إلى 4000 فرد (منهم 1000 طفل) بحلول عام 1918، ولأول مرة في العالم تأسست جماعة بهائية متكاملة، تشمل مستشفيات ومدارس وورش عمل وصحفًا ومقبرة ومشرق أذكار خاص بها. وبلغ عدد سكان المدينة في ذلك الوقت ما بين 44 و50 ألف نسمة.
وقد شُيد أول مشرق أذكار بهائي داخل مدينة عشق آباد. بدأ تصميم المبنى عام 1902، واكتمل بناؤه عام 1908 تحت إشراف وكيل الدولة، وهو أحد رسل بهاء الله أيضًا. وكان مشرق الأذكار في عشق آباد هو الوحيد حتى الآن الذي بُنيت إلى جانبه المؤسسات الإنسانية المرتبطة به.

### مجتمع مرو
كانت هناك جماعة بهائية في مدينة مرو (وتُكتب أيضًا مارف أو ماري)، لكنها كانت أصغر حجمًا وأقل تطورًا. حصل البهائيون في المدينة على إذن ببناء مشرق أذكار، وقد شُيّد على نطاق أصغر.

### الحقبة السوفيتية
مع انتشار آثار ثورة أكتوبر في أنحاء الإمبراطورية الروسية وتحولها إلى الاتحاد السوفيتي، انتشر البهائيون شرقًا عبر آسيا الوسطى والقوقاز، وكذلك شمالًا إلى موسكو ولينينغراد وتبليسي وقازان، وبلغ عدد أفراد جماعة عشق آباد وحدها نحو 3000 بالغ. وبعد الثورة، قُطعت تدريجيًا صلات جماعة عشق آباد البهائية ببقية المجتمع البهائي العالمي.
في عام 1924، كان للبهائيين في مرو مدارس ولجنة خاصة للنهوض بالمرأة. وفي عام 1925، استمرت المؤسسات البهائية في النمو من خلال انتخاب الجمعية الوطنية الإقليمية للبهائيين في القوقاز وتركستان.
لكن في عام 1928، صادر السوفييت مشرق الأذكار البهائي، وأُغلقت المدارس البهائية في 1930، وأُعيد استئجار المعبد للبهائيين حتى عام 1938، عندما تمت علمنته بالكامل وتحويله إلى متحف فني. وشهدت تلك الفترة تصاعدًا في العداء الرسمي تجاه البهائيين.
وفي عام 1948، دمر زلزال عشق آباد المبنى بشدة، مما جعله غير آمن، وتسببت الأمطار الغزيرة لاحقًا في إضعاف هيكله، ليُهدم في عام 1963 ويُحوّل الموقع إلى حديقة عامة.
وبسبب الحظر السوفيتي على الأديان، التزم البهائيون بمبدأهم في الطاعة للحكومة الشرعية، فتخلّوا عن إدارة شؤونهم، وصودرت ممتلكاتهم. وبحلول عام 1938، وبسبب جهاز المفوضية الشعبية للشؤون الداخلية وسياسات القمع الديني، أُرسل أغلب البهائيين إلى السجون أو المعسكرات أو إلى خارج البلاد، وانقرضت الجماعات البهائية في 38 مدينة.
وفي حالة عشق آباد، تشير المصادر البهائية إلى أنه في 5 فبراير تم اعتقال أعضاء الجمعية، وقادة المجتمع، وعدد من الأفراد الآخرين بلغ مجموعهم 500 شخص، كما داهمت السلطات منازلهم وصادرت وثائقهم وكتبهم (بحجة أنهم يعملون لصالح الأجانب)، وأُجبر البعض على حفر قبورهم بأيديهم خلال التحقيقات. ويُعتقد أن امرأة أضرمت النار في نفسها وتوفيت لاحقًا في المستشفى. نُفيت النساء والأطفال في الغالب إلى إيران.
وفي عام 1953، بدأ البهائيون في الانتقال إلى الجمهوريات السوفيتية في آسيا، بعد أن أطلق شوقي أفندي، زعيم الدين البهائي آنذاك، خطة تُعرف بالحملة العشرية. وعند انتقالهم إلى تركمانستان، وجدوا بعض الأفراد البهائيين هناك، لكن الدين بقي غير منظم رسميًا.
وخلال الحرب الأهلية في أفغانستان بين عامي 1978-1979، فرّ بعض البهائيين إلى تركمانستان.

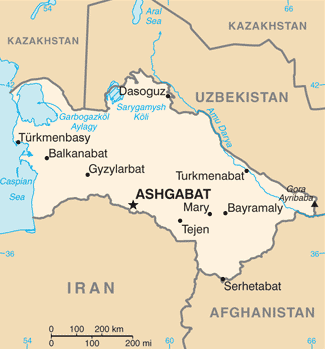
خريطة لتركمانستان

## مجتمع محظور
منذ تأسيسها، شاركت الديانة البهائية في التنمية الاجتماعية والاقتصادية — بدءًا من منح المرأة مزيدًا من الحرية. وكان من أولوياتها تعزيز تعليم الإناث، وتجسّدت هذه المبادئ عمليًا من خلال تأسيس المدارس والتعاونيات الزراعية والعيادات الطبية. ودخلت الديانة مرحلة جديدة من النشاط في أعقاب صدور رسالة من البيت الأعظم مؤرخة في 20 أكتوبر 1983، حيث شُجّع البهائيون على الانخراط في التنمية الاجتماعية والاقتصادية في مجتمعاتهم بطرق تتوافق مع تعاليم الدين البهائي.
على مستوى العالم، كان هناك 129 مشروعًا تنمويًا بهائيًا معترفًا به رسميًا في عام 1979، وبحلول عام 1987 ارتفع العدد إلى 1482 مشروعًا. ومع بدء تطبيق إصلاحات البيريسترويكا في دول الكتلة السوفييتية، كانت الجالية البهائية في عشق آباد أول من أعاد تشكيل المحفل الروحاني المحلي بعد عقود من القمع السوفييتي، وازدادت أعداد أفرادها إلى الضعف ما بين 1989 و1991، كما نجحت في التسجيل الرسمي لدى السلطات المحلية.
لكن، وفي عام 1995، قامت تركمانستان بتعديل قوانين تسجيل الأديان، لتشترط وجود 500 مواطن بالغ من أتباع أي ديانة في كل منطقة لتُسجّل رسميًا. ونتيجة لذلك، بحلول عام 1997، أُلغيت صفة التسجيل الرسمية للبهائيين، كما شمل الإلغاء عدة جماعات دينية أخرى. وبالإضافة إلى عدم قدرتهم على تشكيل مؤسساتهم الإدارية، أو امتلاك ممتلكات مثل المعابد، أو نشر الأدبيات الدينية، أو إجراء أبحاث علمية أو مشاريع خدمية — لم يُعترف بعضويتهم الدينية على الإطلاق: إذ اعتُبر الدين البهائي محظورًا، وتعرضت المنازل للمداهمة بحثًا عن مؤلفات بهائية. وحتى عام 2007، وبسبب هذه الظروف القاسية، لم تتمكن الجالية البهائية في تركمانستان من بلوغ العدد المطلوب من البالغين للاعتراف بها رسميًا كدين. وقدرت رابطة بيانات الأديان (استنادًا إلى الموسوعة المسيحية العالمية) وجود نحو 1000 بهائي في أنحاء تركمانستان عام 2005.

## قراءات إضافية
- ʻAlízád، أسد الله (1999). M'ani، بهارية روحاني (المحرر). سنوات الصمت: البهائيون في الاتحاد السوفييتي 1938–1946؛ مذكرات أسد الله علي زاد. تراث البهائيين. جورج رونالد. ISBN:0-85398-435-2. مؤرشف من الأصل في 2017-05-23.
- سولي شاهفار؛ بوريس موروزوف؛ غاد غلبار (30 نوفمبر 2011). البهائيون في إيران، ما وراء بحر قزوين، والقوقاز – المجلد الأول: رسائل ضباط ومسؤولين روس. I.B.Tauris. ISBN:978-0-85772-068-9. مؤرشف من الأصل في 2016-12-22.

## روابط خارجية
- المجتمع البهائي الوطني في تركمانستان – من الموقع الرسمي للديانة البهائية
- موارد حول معبد البهائيين في عشق آباد وإعادة بنائه المعماري – أرشيف ويب